# Folkedanse, fire fantasistykker
Folkedanse, fire fantasistykker is een compositie van Niels Gade. Het is een verzameling fantasiewerken voor piano solo. Het is een van de vele werken van Scandinavische componisten, die teruggrijpen op de eeuwenlange traditie van volksmuziek.
De vier werkjes:
- Moderato in f mineur
- Allegretto in As majeur
- Molto vivace in E majeur
- Allegro non troppo in g mineur